# 李闘士男
李 闘士男（り としお、1964年5月13日 - ）は、テレビディレクター・ドラマ演出家・映画監督である。大阪府大阪市西成区出身。有限会社リーライダーすの代表取締役社長。

## 人物
闘士男は本名。ボクシング好きの父親がリングネームになるように命名しており、ボクシング愛好家である。元在日韓国人3世で、現在は日本国籍を取得している。
大学4年時にディレクターデビューし、大学卒業後は主にバラエティ番組の制作をしていた。その後、2004年に『お父さんのバックドロップ』で映画監督としてデビューしている。

## 経歴
- 1971年4月、大阪市立長橋小学校に入学。
- 1977年10月、大阪市立鶴見橋中学校に入学。
- 1980年4月、桃山学院高校に入学。2度留年。
- 1985年4月、日本大学藝術学部文芸学科入学。在学中にドキュメンタリー番組の制作プロダクション会社でアルバイトして、アシスタントディレクターを半年務めて、大学4年の秋にディレクターデビュー。
- 1988年3月、日本大学藝術学部文芸学科卒業。
- 1994年、『ラスタとんねるず'94』で白内寿一と出会い、ウイルスプロダクション（現：イキナ）設立に参加[1]。
- 1999年3月、ウイルスプロダクション（現：イキナ）退社[1]。
- 1999年4月、有限会社リー・ライダーすを設立[1]。
- 2004年10月、初監督作品『お父さんのバックドロップ』が公開された。

## 作品

### テレビバラエティ

#### 演出（総合演出を含む）
- とんねるずのみなさんのおかげです（フジテレビ）
- 上岡龍太郎にはダマされないぞ!（フジテレビ）
- 上岡・ヒロミの花も嵐も（フジテレビ）
- チチパパ親父!娘をたのむで!（フジテレビ、関西テレビ）
- ダウンタウン・セブン（毎日放送）
- SMAP×SMAP特別企画（関西テレビ）
  - 中居正広のこれが愛なんだ!!
  - 草彅剛、パパになる
  - 草彅剛 初めての旅 〜見知らぬ人とナゼカ京都へ〜
- サタ☆スマ（フジテレビ）
- 愛に恋（フジテレビ）
- 神出鬼没!タケシムケン（テレビ朝日）
- すちゃらかコネクション（MXテレビ）
- 笑林寺（TBS）
- 福山雅治・西川貴教のオールナイトニッポンTV（フジテレビ）
- クイズ・ポーカーフェイス（フジテレビ）
- サムズアップ人生開運プロジェクト（ABC）
- 誰も教えてくれない年金の問題 イッキに解決スペシャル（フジテレビ）
- タモリのジャポニカロゴス（フジテレビ）
- 1億人のJQテスト ～史上初の4択国民投票～（日本テレビ）
- 歴史王グランプリ2008まさか!の日本史雑学クイズ100連発!（TBS）
- ガリレオからの挑戦（フジテレビ）
- 脳活アップデートQ!スマートモンキーズ!!（フジテレビ）
- ゴッポンニ（MBS）

#### プロデューサー
- まごまご嵐（フジテレビ）
- GRA（フジテレビ）

#### ディレクター
- クイズ世界はSHOW by ショーバイ!!（日本テレビ）
- EXテレビ・月曜日（日本テレビ）
- 投稿!特ホウ王国（日本テレビ）
- 大相似形テレビ（日本テレビ）
- ラスタとんねるず'94（フジテレビ）
- 上岡龍太郎にはダマされないぞ!（フジテレビ）
- 最大公約ショー（毎日放送）

### テレビドラマ（演出・監督など）
- 美少女H『屋上の聖戦』（1998年、フジテレビ）
- 『踊る大予告編 秋の全国一斉バイアグラ取り締まりスペシャル』（1998年10月18日、フジテレビ）
- 世にも奇妙な物語（フジテレビ）
  - 『のぞみ、西へ』（1999年3月31日）
  - 『バーゲンハンター』（2000年10月04日）
  - 『無視ゲーム』（2002年3月27日）
- 結婚できない!!『病気が治ると結婚できない!!』（1999年、日本テレビ）
- 学校の怪談　春の呪いスペシャル『ドロップ』（2000年、関西テレビ）
- 明日があるさ（2001年、日本テレビ）
- ガンジス河でバタフライ（2007年、メ〜テレ・東映）
- 熱中時代（2011年、日本テレビ）
- アゲイン!!（2014年、毎日放送）
- 連続ドラマW 黒書院の六兵衛 （2018年7月 - 8月、WOWOW）

### 映画（監督）
- お父さんのバックドロップ（2004年、シネカノン）
- デトロイト・メタル・シティ（2008年、東宝）
- てぃだかんかん〜海とサンゴと小さな奇跡〜（2010年、ショウゲート）
- ボックス!（2010年、東宝）
- 体脂肪計タニタの社員食堂（2013年、角川）
- 幕末高校生（2014年、東映）
- 神様はバリにいる（2015年、ファントム・フィルム）
- 家に帰ると妻が必ず死んだふりをしています。（2018年、KADOKAWA）
- 私はいったい、何と闘っているのか（2021年、日活・東京テアトル）
- MIRRORLIAR FILMS Season3『ママ イン ザ ミラー 』（2022年、イオンエンターテイメント・ティ・ジョイ）[3]

### 短編映画（監督）
- 美人の多い料理店（2013年、NHK / NHKエンタープライズ）[4][5]

### DVD（監督）
- みうらじゅんの一切無い殺意 ~折野則雄の事件簿~（2006年、販売元:TLIP）
- 和こころ舞 - 監修（2009年）

## 出演

### テレビ番組
- 「ボクらの時代」(2010年5月2日放送。共演：岡村隆史、松雪泰子)

### アニメ
- デトロイト・メタル・シティ（沢井“スペルマン”剛）